# Ictiofobia

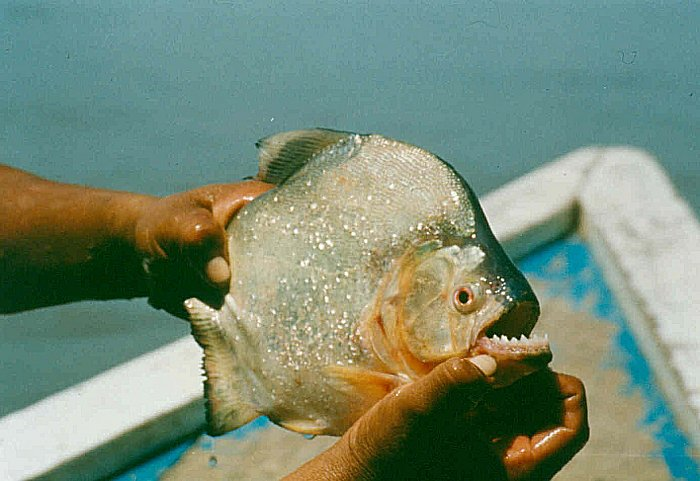
Debido a su reputación de peligrosas, las pirañas pueden causar ictiofobia

La ictiofobia es un tipo de zoofobia que es el miedo a los peces. La más común es la sub-fobia llamada selacofobia, que es el miedo a los tiburones. Esta fobia está relacionada con la acuafobia.
Esta zoofobia no es tan común como otras como la herpetofobia debido al hábitat de estos animales. La selacofobia es la sub-fobia más común.

## Causas
Esta fobia suele adquirirse luego de tener malas experiencias con los peces, como ataques, picaduras o mordiscos. Con frecuencia es adquirida desde la infancia. También puede ser producida por la reputación de peligrosos de algunos peces y después de ver algunas películas, documentales y series de televisión.
Quienes padecen esta fobia suelen evitar nadar en ríos, lagos, playas, océanos y cualquier ecosistema acuático.
- Datos: Q3321265